# Letheobia lumbriciformis
Letheobia lumbriciformis — вид змій родини сліпунів (Typhlopidae). Мешкає в Східній Африці.

## Поширення і екологія
Letheobia lumbriciformis мешкають в прибережних районах на південному сході Кенії та на північному сході Танзанії, а також на острові Унгуджа в архіпелазі Занзібар. Вони живуть в прибережних саванах, на плантаціях і в садах, на висоті до 55 м над рівнем моря.